# Inge Wersin-Lantschner
Inge Wersin-Lantschner   (Innsbruck, 26 de gener de 1905 - Innsbruck, 16 de juny de 1997), de soltera Inge Lantschner, va ser una esquiadora alpina austríaca i campiona del món que va competir durant les dècades de 1920 i 1930. Els seus germans Hadwig, Otto, Gustav i Gerhard també foren destacats esquiadors.
Va estudiar a la Universitat de Viena, on exercí de professora d'esquí i natació. A la Universitat de Graz va treballar com a professora d’esports i va impartir cursos d’esquí, natació i escalada. Com a esquiadora va començar a destacar a finals de la dècada de 1920. El 1928 i el 1929 fou campiona austríaca de descens.
En el seu palmarès destaquen sis medalles al Campionat del Món d'esquí alpí, una de plata el 1931, dues de plata el 1932 i tres d'or el 1933, a Innsbruck, on guanyà l'eslàlom, el descens i la combinada.